# Критическое состояние (фильм)
«Критическое состояние» (англ. Critical Condition) — американская кинокомедия 1987 года режиссёра Майкла Эптеда с Ричардом Прайор в главной роли. Фильм вышел в прокат в США 16 января 1987 года.

## Сюжет
Эдди Ленахан — преступник, пытающийся избежать правосудия. Для этого он симулирует нервное расстройство и попадает в палату для душевнобольных. Происходит короткое замыкание в помещении больницы, во время создавшейся неразберихи Эдди Ленахан превращается в доктора Кевина Слеттери. «Доктору» Слеттери удаётся навести порядок в больнице, и даже лечить пациентов и принимать роды.

## В ролях
| Актёр               | Роль                                 |
| ------------------- | ------------------------------------ |
| Ричард Прайор       | Эдди Ленахан / доктор Кевин Слеттери |
| Рейчел Тикотин      | Рэйчал Этвуд                         |
| Рубен Бладес        | Луис                                 |
| Мария Кардинале     |                                      |
| Джо Мантенья        | Артур Чемберс                        |
| Боб Диши            | доктор Фостер                        |
| Сильвия Майлз       | Мэгги Лессер                         |
| Джо Даллесандро     | Стаки                                |
| Рэндалл «Текс» Кобб | Бокс                                 |
| Боб Сагет           | доктор Джоффи                        |

## Приём
Сразу после выхода фильм обосновался на вершине бокс-офиса, получив собрав наибольшую кассу наряду с фильмом «Взвод».
Кинокритик New York Times Джанет Маслин отметила: «В фильме „Критическое состояние“, который сегодня будет показан в Loews State и других кинотеатрах, никто из актёров не проявил себя максимально, особенно мистер Прайор, который большую часть времени выглядит изможденным. Тем не менее, у фильма действительно интересный состав и энергичный темп». Los Angeles Times написала, что игра Прайора «так же хороша как и всегда», но «все равно каким-то образом дает осечку». Sun-Sentinel назвала фильм «ошибочной полукомедией» и написала: «Судя по этому дурацкому фильму, корона Ричарда Прайора как короля экранной комедии упала с его головы». Дэйв Кер из Chicago Tribune написал, что фильм «добавил еще один пункт в список фильмов с участием Прайора, которые разочаровали публику».